# Омельяненко Віталій Віталійович
Віталій Віталійович Омельяненко (нар. 23 листопада 1951, Чернігів) — український художник декоративно-ужиткового мистецтва (металообробка); член Чернігівської організації Спілки радянських художників України з 1990 року.

## Біографія
Народився 23 листопада 1951 року в місті Чернігові (нині Україна). Упродовж 1968—1972 років навчався у Косівському технікумі народних художніх промислів (педагоги з фаху — Д. Назоряк, П. Соломченко).
Живе в Чернігові, в будику на вулиці Самострова, № 22, квартира № 105.

## Роботи

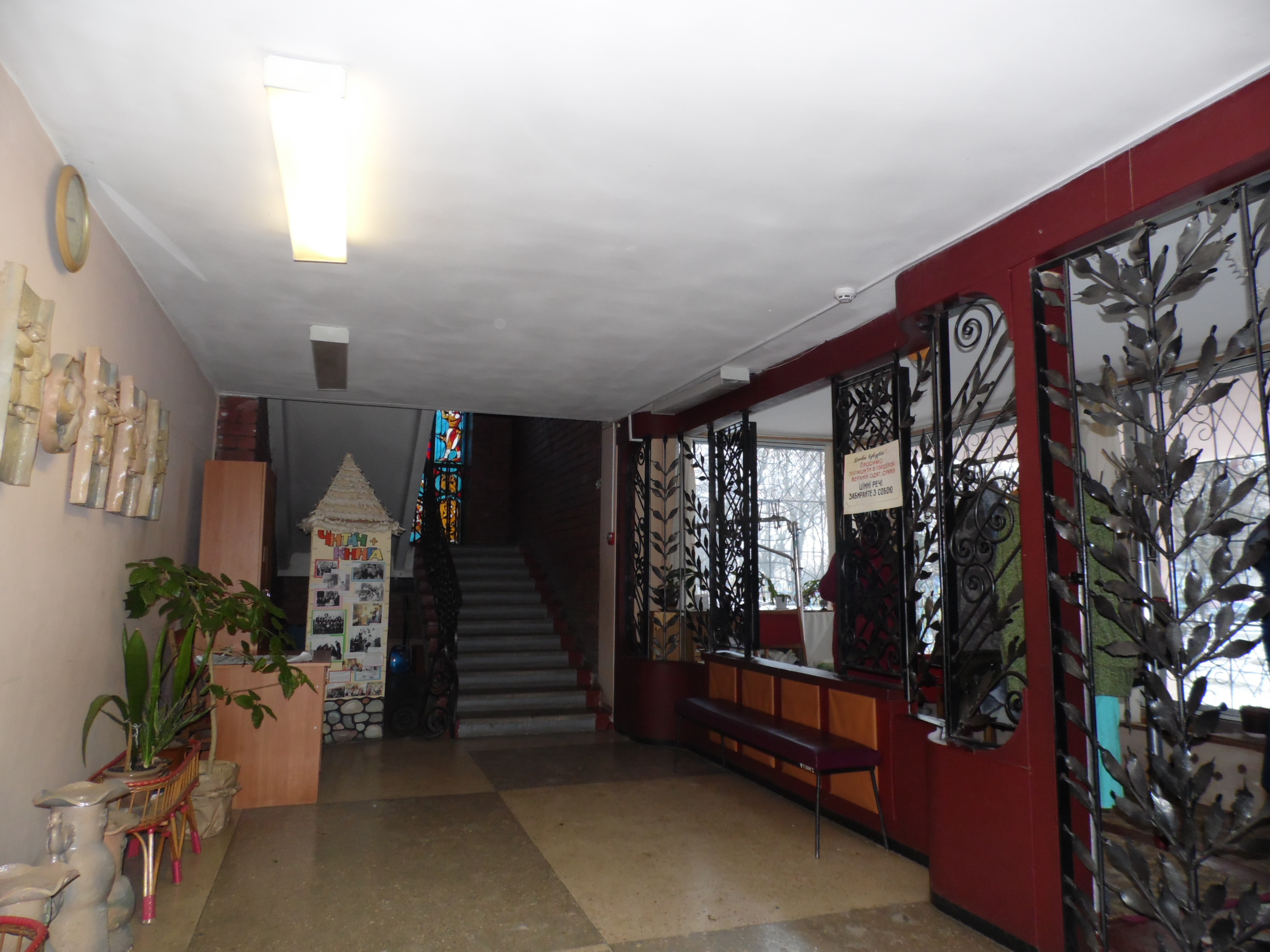
Сходи в Чернігівській обласній дитячій бібліотеці.

- декоративні грати в Чернігівському палаці піонерів та школярів (1987, метал, ковальство);
- парадні сходи та двері в Чернігівському палаці урочистих подій (1988, метал, ковальство);
- декоративні грати в їдальні Чернігівського юридичного технікуму (1990, метал, ковальство);
- парадні сходи «Хвиля» в Чернігівській обласній дитячій бібліотеці імені Миколи Островського (1990, метал, ковальство);
- декоративні грати в магазині «Поліські ласощі» у Чернігові (1993, метал, ковальство);
- огорожа балконів, внутрішні сходи та ворота будинку страхового товариства «Саламандра-Десна» у Чернігові (1998, метал, ковальство);
- огорожа і ворота будинку римо-католицької церкви у Чернігові (1998, метал, ковальство).